# Zborov (Eslováquia)
Zborov é um município da Eslováquia, situado no distrito de Bardejov, na região de Prešov. Tem 19,63 km² de área e sua população em 2018 foi estimada em 3.571 habitantes.

## Demografia
| Ano:        | 1994 | 2004    | 2014    | 2024   |
| ----------- | ---- | ------- | ------- | ------ |
| Broj ljudi: | 2424 | 2864    | 3346    | 3670   |
| Razlika:    |      | +18,15% | +16,82% | +9,68% |

| Ano:               | 2023 | 2024   |
| ------------------ | ---- | ------ |
| Número de pessoas: | 3623 | 3670   |
| Diferença:         |      | +1,29% |